# Карасопы
Карасопы Аргын (позднее 1400 — ?) — третий и предпоследний сын великого эмира Караходжи. Внук бия и советника ханов Барака и Абулхаира Акжол-бия

## Биография
Карасопы, как и его братья, являлся суфием. Какое-то время проживал в Фергане где и относился к местному тарикату ишкийа. Выдающийся человек своего времени. Помогал своему старшему брату Мейраму распространять ислам на территории степи. Также имел хорошие отношения со своим младшим братом Сарысопы. Даже спустя много лет потомки Карасопы в лице рода Карауыл и потомки Сарысопы в лице рода Атыгай считались очень близкими родственниками и всегда поддерживали связь. Их связь была настолько сильной что эти 2 рода часто объединали считая их одним родом «Атыгай-Карауыл».

## Семья
Согласно казахскому устному преданию «шежире» у Карасопы было 2 сына. Старший Барлыбай отец Басентиина от которого и пошёл одноимённый род и младший Каракай отец знаменитого Карауыла от которого также пошёл одноимённый род.